# Bronnaja Gora

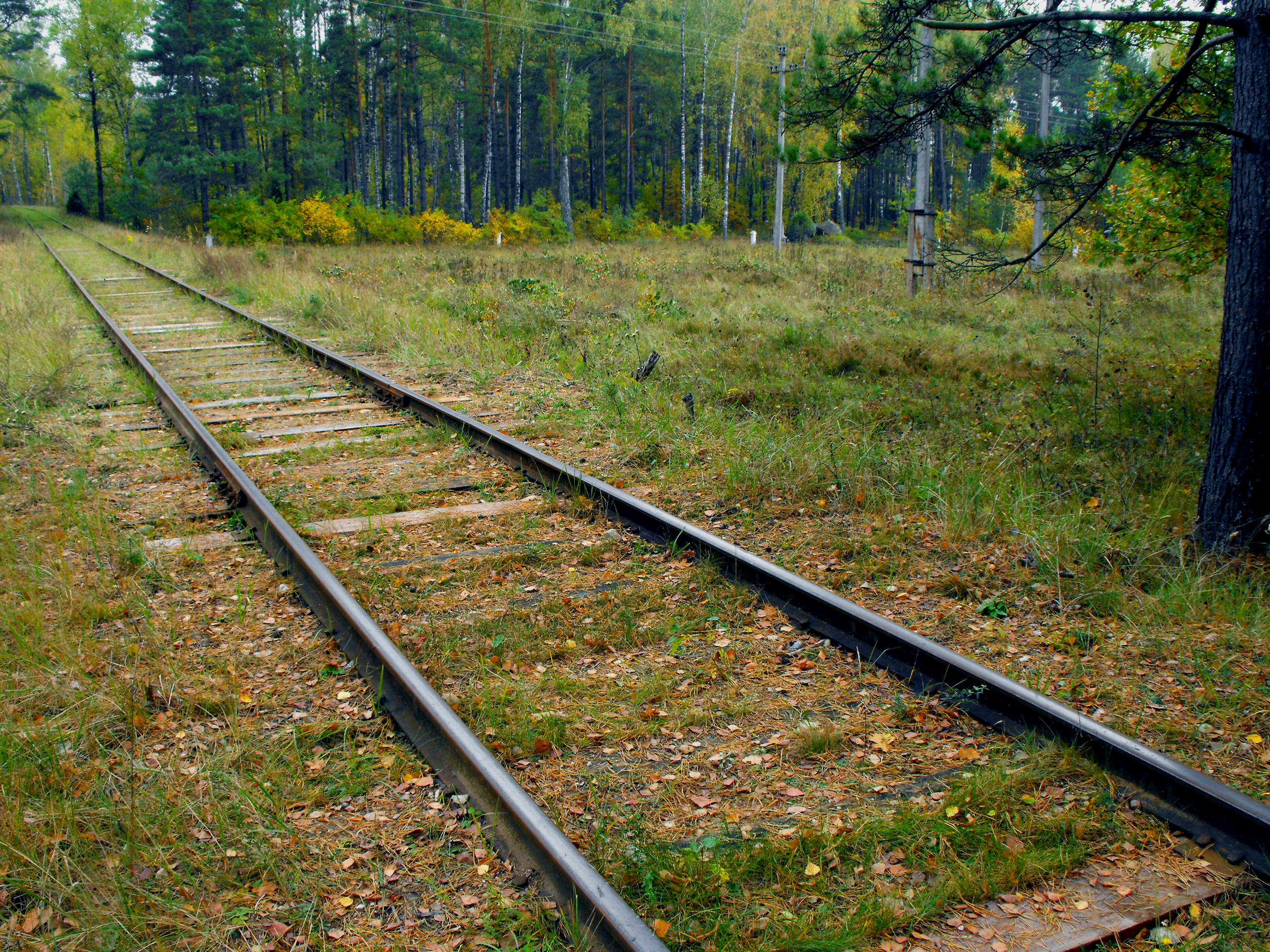
Nedlagd järnväg som ledde till avrättningsplatsen vid Bronnaja Gora.

Bronnaja Gora (vitryska Бронная Гара) är ett område i dagens västra Vitryssland, där nazisterna under andra världskriget mördade polska judar. Området intogs av Sovjetunionen i september 1939 och erövrades av Wehrmacht i samband med Operation Barbarossa två år senare. Från maj till november 1942 mördades omkring 50 000 judiska män, kvinnor och barn vid Bronnaja Gora och begravdes i massgravar. Offren transporterades från bland annat Antopal, Bjarosa, Brest, Horodec, Ivanava, Kobryn och Pinsk.